# Bezimenca, Cetatea Albă
Bezimenca (în rusă Безымянка, transliterat: Bezîmeanka, în ucraineană Безім'янка, transliterat: Bezimeanka) este un sat reședință de comună în raionul Cetatea Albă din regiunea Odesa (Ucraina). Are 359 locuitori, preponderent ucraineni.
Satul este situat la o altitudine de 14 metri, în partea de est a raionului Tatarbunar, pe malul nord-estic al Lacului Hagider. El se află la o distanță de 16 km sud de la stația de cale ferată Culevcea.
Satul s-a format din fuziunea satelor Bezimenca-Mare și Bezimenca-Mică, în perioada ocupației sovietice. De această comună depind administrativ satele Sadove și Vesele.

## Istoric
Prin Tratatul de pace de la București, semnat pe 16/28 mai 1812, între Imperiul Rus și Imperiul Otoman, la încheierea războiului ruso-turc din 1806 – 1812, Rusia a ocupat teritoriul de est al Moldovei dintre Prut și Nistru, pe care l-a alăturat Ținutului Hotin și Basarabiei/Bugeacului luate de la turci, denumind ansamblul Basarabia (în 1813) și transformându-l într-o gubernie împărțită în zece ținuturi (Hotin, Soroca, Bălți, Orhei, Lăpușna, Tighina, Cahul, Bolgrad, Chilia și Cetatea Albă, capitala guberniei fiind stabilită la Chișinău). În urma Tratatului de la Paris din 1856, care încheia Războiul Crimeii (1853-1856), Rusia a retrocedat Moldovei o fâșie de pământ din sud-vestul Basarabiei (cunoscută sub denumirea de Cahul, Bolgrad și Ismail). În urma acestei pierderi teritoriale, Rusia nu a mai avut acces la gurile Dunării. În urma Unirii Moldovei cu Țara Românească din 1859, acest teritoriu a intrat în componența noului stat România (numit până în 1866 "Principatele Unite ale Valahiei și Moldovei"). În urma Tratatului de pace de la Berlin din 1878, România a fost constrânsă să cedeze Rusiei sudul Basarabiei.
În anul 1910 au fost înființate două sate: Bezimenca-Mare și Bezimenca-Mică. Primul dintre ele se afla mai la nord față de cel de-al doilea. Cele două sate au aparținut multă vreme de satul Tuzla.
După Unirea Basarabiei cu România la 27 martie 1918, satele Bezimenca-Mare și Bezimenca-Mică a făcut parte din componența României, în Plasa Tuzla a județului Cetatea Albă. Pe atunci, în Bezimenca-Mare majoritatea populației era formată din ucraineni, pe când în Bezimenca-Mică, ponderea ucrainenilor și rușilor era aproximativ egală. La recensământul din 1930, s-a constatat că din cei 303 locuitori din satul Bezimenca-Mare, 285 erau ucraineni (94.06%), 11 români (3.63%) și 7 ruși (2.31%). La recensământul din 1930, s-a constatat că din cei 230 locuitori din satul Bezimenca-Mică, 110 erau ruși (47.83%), 105 ucraineni (45.65%), 10 români (4.35%) și 1 bulgar.
Ca urmare a Pactului Ribbentrop-Molotov (1939), Basarabia, Bucovina de Nord și Ținutul Herța au fost anexate de către URSS la 28 iunie 1940. După ce Basarabia a fost ocupată de sovietici, Stalin a dezmembrat-o în trei părți. Astfel, la 2 august 1940, a fost înființată RSS Moldovenească, iar părțile de sud (județele românești Cetatea Albă și Ismail) și de nord (județul Hotin) ale Basarabiei, precum și nordul Bucovinei și Ținutul Herța au fost alipite RSS Ucrainene. La 7 august 1940, a fost creată regiunea Ismail, formată din teritoriile aflate în sudul Basarabiei și care au fost alipite RSS Ucrainene . Între anii 1940-1959, satul Tuzla a fost centru administrativ al raionului Tuzla. Autoritățile sovietice au organizat două colhozuri - "Cervona Ucraina" și "Cervonîi prikordonik".
În perioada 1941-1944, toate teritoriile anexate anterior de URSS au reintrat în componența României. Apoi, cele trei teritorii au fost reocupate de către URSS în anul 1944 și integrate în componența RSS Ucrainene, conform organizării teritoriale făcute de Stalin după anexarea din 1940, când Basarabia a fost ruptă în trei părți. În anul 1954, Regiunea Ismail a fost desființată, iar localitățile componente au fost incluse în Regiunea Odesa.
În perioada ocupației sovietice, satele Bezimenca-Mare și Bezimenca-Mică au fuzionat, formând un singur sat cu numele de Bezimenca.
Începând din anul 1991, satul Bezimenca face parte din raionul Tatarbunar al regiunii Odesa din cadrul Ucrainei independente. În prezent, satul are 359 locuitori, preponderent ucraineni.

## Demografie
Componența lingvistică a localității Bezimenca
     Ucraineană (89,69%)
     Rusă (5,01%)
     Română (4,46%)
     Alte limbi (0,84%)
Conform recensământului din 2001, majoritatea populației localității Bezimenca era vorbitoare de ucraineană (89,69%), existând în minoritate și vorbitori de rusă (5,01%) și română (4,46%).
1930: 303 - Bezimenca-Mare și 230 - Bezimenca-Mică (recensământ) 
2001: 359 (recensământ)